# Agnieszka Jałbrzykowska
Agnieszka Jałbrzykowska (ur. 1818, zm. 14 grudnia 1902) – nauczycielka i pedagog, żona powstańca z 1863 Seweryna Jałbrzykowskiego. Przez 52 lata utrzymywała pensję żeńską w Podgórzu. Za krzewienie oświaty uroczyście została uznana w 1887 za Honorową Obywatelkę Miasta Podgórza – było to pierwsze honorowe obywatelstwo dla kobiety na terenie obecnego Krakowa.
Pochowana jest na starym cmentarzu Podgórskim w Krakowie.